# Super Mario 3D Land
Super Mario 3D Land (japonsky: スーパーマリオ3Dランド) je plošinovka ze série Super Mario, určená pro herní konzoli Nintendo 3DS. Hra byla vydána v listopadu 2011 a byla to první videohra ze série Super Mario pro Nintendo 3DS. Sequel hry Super Mario 3D World byl vydán v roce 2013 pro Wii U.
Super Mario 3D Land a jeho sequel je oproti jiným hrám ze série Super Mario unikátní, protože v sobě kombinuje prvky klasických 2D side scrolling her a moderních 3D her. Příběh hry je podobný ostatním hrám ze série, zaměřuje se na úkol italského instalatéra Maria, který zachraňuje princeznu Peach, kterou unesla zlá želva Bowser.
Hra byla herními kritiky přijata vcelku pozitivně, kteří oceňovali množství kreativity a technického designu použitého ve hře. Naopak použití 3D ve hře bylo přijato smíšeně. Hra byla komerčním úspěchem a po celém světě se prodalo 12,7 milionů kopií hry (údaj z března 2020), tudíž je to šestá nejprodávanější hra por Nintendo 3DS všech dob. Také to byla první hra pro Nintendo 3DS, které se prodalo přes 5 milionů kopií. V roce 2012 byla hra znovu vydána na Nintendo eShop.